# 五大湖水道

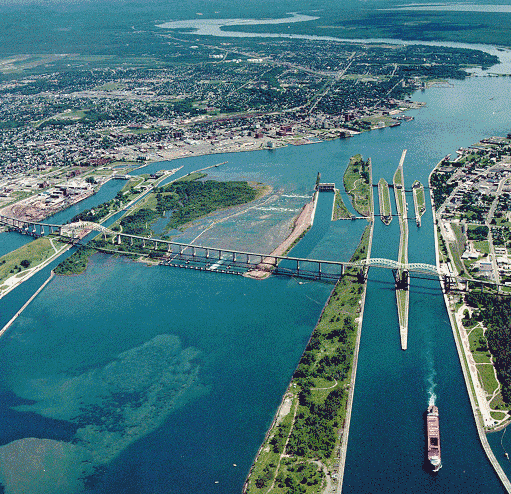
苏必利尔湖和圣玛丽斯河之间的船闸

五大湖水道 (Great Lakes Waterway，GLW) 是一个由天然水道、人工船闸和运河组成的系统，可实现北美五大湖之间的航行。尽管所有湖泊都自然地连接成一条链，但几个世纪以来，湖泊之间的水运一直受到尼亚加拉瀑布和圣玛丽河急流等障碍物的阻碍。 
其主要土木工程是安大略湖和伊利湖之间的韦兰运河，以及休伦湖和苏必利尔之间的苏水闸。在圣玛丽河、底特律河、圣克莱尔湖以及休伦和伊利湖之间的圣克莱尔河上修建了疏浚渠道。通常，一艘或多艘美国海岸警卫队破冰船有助于在秋季和初冬的部分时间保持水道畅通，尽管此后航运通常会停止两到三个月。圣劳伦斯海道允许从五大湖水道到大西洋的通航，而伊利诺伊水道则将商业航运延伸到密西西比河和墨西哥湾。五大湖航道由加拿大和美国政府共同管理。